# 804 до н. е.

## Події
- Бен-Хадад III, цар Дамаску. Війна з Ассирією.
- Єгипет: другим фараоном ХХІІІ династії став Іупут І; на півдні країни продовжує правити ХХІІ династія.

### Астрономічні явища
- 20 лютого. Часткове сонячне затемнення.[1]
- 17 серпня. Часткове сонячне затемнення.[1]
- 15 вересня. Часткове сонячне затемнення.[1]